# Atti di Matteo
Gli Atti di Matteo sono un apocrifo del Nuovo Testamento attribuito a Matteo apostolo ed evangelista, scritto in siriaco nel III-IV secolo. Alcuni manoscritti tardi sostituiscono a "Matteo" il nome di "Mattia", probabilmente per una confusione tra i nomi. 
Il testo descrive predicazione e miracoli di Matteo a Myrna.
Dato l'avanzato periodo di composizione e lo stile eccessivamente favolistico l'apocrifo non può essere considerato un fedele resoconto storico, sebbene non si possa escludere una ripresa di precedenti tradizioni orali.
Alcuni riferimenti storico-temporali possono essere riscontrati nella vita del leggendario re Gondofare vissuto nel I secolo e fondatore del Regno indo-parto.